# アフガニスタンの仏教
アフガニスタンの仏教について記述する。
アフガニスタンの領土は、数世紀にわたり、文化的、宗教的な変化が多く見られる。地理的にはペルシアと南アジアの間に位置し、シルクロードにも近接している。シルクロードは地域の歴史的、文化的な発展に大きな役割を果たした。アレクサンドロス3世（大王）による征服の影響は大きく、しばしの間、この地域にヘレニズム文化が流入し、仏教美術にも影響を与えた。当時アフガニスタンは、大部分のエリアがバクトリアとソグディアナに属していた。特にアフガニスタンにおける仏教は、数千年もの長い歴史を持ち、大乗仏教の起源にまで遡ぼる。そしてイスラム教徒に征服された後も、仏教の信仰は100年ほど続いた。イスラム支配下では、仏教徒は宗教的なマイノリティーとして扱われた。スキタイを含むパシュトゥーンの多くのイラン人は、イスラム教が伝わるまで仏教を信仰していた。
バーミヤン遺跡などの多くの仏教遺跡は、現在のアフガニスタンにおいて仏教文化が存在していた証拠となっている。